# ハンセル・マルセリーノ
ハンセル・ジョエル・マルセリーノ（Hansel Joel Marcelino、2002年6月16日 - ）は、ドミニカ共和国サンティアゴ州サンティアゴ・デ・ロス・カバリェロス出身のプロ野球選手（投手）。右投右打。NPBの横浜DeNAベイスターズ所属。

## 経歴

### プロ入りとカージナルス傘下時代
2019年7月にアマチュア・フリーエージェントでセントルイス・カージナルスと契約してプロ入り。契約後、傘下のルーキー級ドミニカン・サマーリーグ・カージナルスでプロデビュー。この年は前述の名称2球団（レッドとブルー）合計で10試合に登板して防御率5.25、11奪三振を記録した。
2020年は新型コロナウイルスの感染拡大の影響でマイナーリーグのシーズンが中止となったため、公式戦の出場はなかった。オフの12月11日に自由契約となった。
2021年シーズンはどの球団にも所属しなかった。

### DeNA時代
2021年12月22日に横浜DeNAベイスターズと育成選手契約を結んだ。背番号は107。
2022年4月11日、ベースボール・チャレンジ・リーグに所属する神奈川フューチャードリームスへの派遣が発表された。神奈川での背番号は47。
2023年5月6日、神奈川フューチャードリームスに2年連続で派遣されることが発表された。神奈川での背番号は67。神奈川では10試合に登板。一方DeNAでは二軍公式戦（イースタン・リーグ）8試合に登板し、1勝0敗、防御率2.16という成績を残した。
2024年は、宜野湾での一軍春季キャンプのメンバーに抜擢された。イースタン・リーグでは9試合に登板し、1セーブ、防御率4.32という成績で、また奪三振数は12と投球回（8回1/3）を上回った。育成契約締結から3年が経過したため、育成選手制度の規定に基づき一旦自由契約選手として公示されたが、11月29日に再契約が発表された。
2025年は、イースタン・リーグにおいて5月14日時点で14試合に登板。1勝2敗4セーブ、防御率2.51を記録し、投球回の14回1/3に対し、ほぼ倍となる28三振を記録していた。この活躍が認められ、5月15日付けで支配下登録された。背番号は98。しかし、一軍には外国人登録の投手が4人登録されており、外国人枠のルール上、外国人投手5人の登録が認められていないこともあって、支配下登録後も一軍登録の機会に恵まれなかった。6月19日、試合日程とローテーションの都合で登板間隔が空くアンドレ・ジャクソンの抹消に代わって、初めて一軍に合流した。翌20日の千葉ロッテマリーンズ戦にてプロ初登板を果たすも、3人目の打者となったネフタリ・ソトに頭部死球を与え、危険球退場となった。プロ初登板での退場は2021年6月の高田孝一以来5人目で、外国人選手では史上初となった。28日の読売ジャイアンツ戦では1回を無失点に抑えたが、登板はこの2試合にとどまり、翌29日にジャクソンが先発することにより出場選手登録を抹消された。

## 選手としての特徴
191 cmの長身から威力抜群な150 km/h台の速球を投げ下ろす右腕投手で、高い奪三振能力を備える。球速は157 km/hを計測する。ほか、スライダーやチェンジアップといった球種を持つ。

## 詳細情報

### 記録

#### 初記録
投手記録
- 初登板：2025年6月20日、対千葉ロッテマリーンズ1回戦（横浜スタジアム）、9回表に3番手で救援登板、1/3回を2失点[17]
- 初奪三振：同上、9回表に西川史礁から空振り三振[17]

#### その他の記録
- プロ初登板で危険球退場：2025年6月20日、対千葉ロッテマリーンズ1回戦（横浜スタジアム）、9回表にネフタリ・ソトに頭部死球 ※史上5人目、外国人投手では史上初[17]。

### 独立リーグでの投手成績
| 年 度     | 球 団     | 登 板 | 先 発 | 完 投 | 完 封 | 無 四 球 | 勝 利 | 敗 戦 | セ 丨 ブ | ホ 丨 ル ド | 勝 率 | 打 者 | 投 球 回 | 被 安 打 | 被 本 塁 打 | 与 四 球 | 敬 遠 | 与 死 球 | 奪 三 振 | 暴 投 | ボ 丨 ク | 失 点 | 自 責 点 | 防 御 率 | W H I P |
| --------- | --------- | ----- | ----- | ----- | ----- | -------- | ----- | ----- | -------- | ----------- | ----- | ----- | -------- | -------- | ----------- | -------- | ----- | -------- | -------- | ----- | -------- | ----- | -------- | -------- | ------- |
| 2022      | 神奈川    | 1     | 0     | 0     | 0     | 0        | 0     | 0     | 0        | 0           | .000  | 5     | 1.0      | 3        | 0           | 0        | -     | 0        | 1        | 0     | 0        | 1     | 1        | 9.00     | 3.00    |
| 2023      | 神奈川    | 10    | 0     | 0     | 0     | 0        | 0     | 3     | 0        | 0           | .000  | 40    | 7.2      | 8        | 1           | 9        | -     | 1        | 10       | 2     | 0        | 10    | 8        | 9.39     | 2.22    |
| 通算：2年 | 通算：2年 | 11    | 0     | 0     | 0     | 0        | 0     | 3     | 0        | 0           | .000  | 45    | 8.2      | 11       | 1           | 9        | -     | 1        | 11       | 2     | 0        | 11    | 9        | 9.35     | 2.31    |

- 2023年度シーズン終了時

### 背番号
- 107（2022年[6] - 2025年5月14日）
  - 47（2022年[8]）※神奈川フューチャードリームスでの背番号
  - 67（2023年）※神奈川フューチャードリームスでの背番号
- 98（2025年5月15日[15] - ）